# 鲍志强 (陶艺家)
鲍志强（1947年1月11日—），字乐人，室号醉陶斋，江苏宜兴人，紫砂陶艺名家，中国工艺美术大师。

## 生平
鲍志强出生于宜兴丁蜀镇。1959年东坡小学毕业后进入宜兴紫砂工艺厂学艺，师从谈尧坤、诸葛勋、范泽林等陶刻名家。1961年转入吴云根门下学习制壶工艺。1964年跟随任淦庭从事陶刻工作。1975年赴中央工艺美术学院进修。1981年回到宜兴紫砂工艺厂，历任车间主任、副厂长、总工艺师。2003年成为首届中国陶瓷艺术大师。2005年获研究员级高级工艺美术师职称。2006年被评为第五届中国工艺美术大师。
鲍志强之女鲍燕萍、女婿周志君也都以紫砂为业。他的其他弟子则包括曹亚麟、黄自英、范建军、范泽锋等。